# Valeriana tripteris
Valériane à trois folioles, Valériane à feuilles trifides
Espèce
Classification phylogénétique
La Valériane à trois folioles ou Valériane à feuilles trifides (Valeriana tripteris) est une espèce de plantes vivaces de la famille des Caprifoliacées (anciennement des Valérianacées).